# Rheinlache
Die Rheinlache ist ein ehemaliger Nebenarm des Rheins in Koblenz-Oberwerth, Rheinland-Pfalz. In ihn mündet der Laubach, der durch den Zusammenfluss von Brückbach und Dörrbach entsteht.
Der Laubach hat mit seinem längeren rechten Oberlauf Dörrbach und seinem Abschnitt in der Rheinlache eine Gesamtlänge von 4,2 km und ein Wassereinzugsgebiet von 6,7 km².
Ein Teil der Rheinlache wird als Schwanenteich bezeichnet.

## Geschichte
Der heutige Koblenzer Stadtteil Oberwerth ist eine ehemalige Insel am westlichen Rheinufer. Im Zuge der Rheinbegradigung wurde im 19. Jahrhundert der südliche Zugang in den Seitenarm verschlossen und die Insel so mit dem Ufer verbunden.     